# Les Sept Clefs du pouvoir
Les Sept Clefs du pouvoir (titre original : The Keys of the Kingdom) est une série de sept romans pour la jeunesse écrits par l'écrivain australien Garth Nix.

## Ouvrages
1. Lundi mystérieux, Gallimard Jeunesse, 2006 ((en) Mister Monday, 2003)  (ISBN 978-2-07-051508-0)
2. Sombre Mardi, Gallimard Jeunesse, 2007 ((en) Grim Tuesday, 2004)  (ISBN 978-2-07-051599-8)
3. Mercredi sous les flots, Gallimard Jeunesse, 2007 ((en) Drowned Wednesday, 2005)  (ISBN 978-2-07-061149-2)
4. Jeudi meurtrier, Gallimard Jeunesse, 2008 ((en) Sir Thursday, 2006)  (ISBN 978-2-07-061451-6)
5. Vendredi maléfique, Gallimard Jeunesse, 2008 ((en) Lady Friday, 2007)  (ISBN 978-2-07-061984-9)
6. Samedi suprême, Gallimard Jeunesse, 2009 ((en) Supreme Saturday, 2009)  (ISBN 978-2-07-062120-0)
7. Dimanche fatal, Gallimard Jeunesse, 2010 ((en) Lord Sunday, 2010)  (ISBN 978-2-07-062121-7)